# Xiaomi Mi Electric Scooter (elektrokoloběžka)

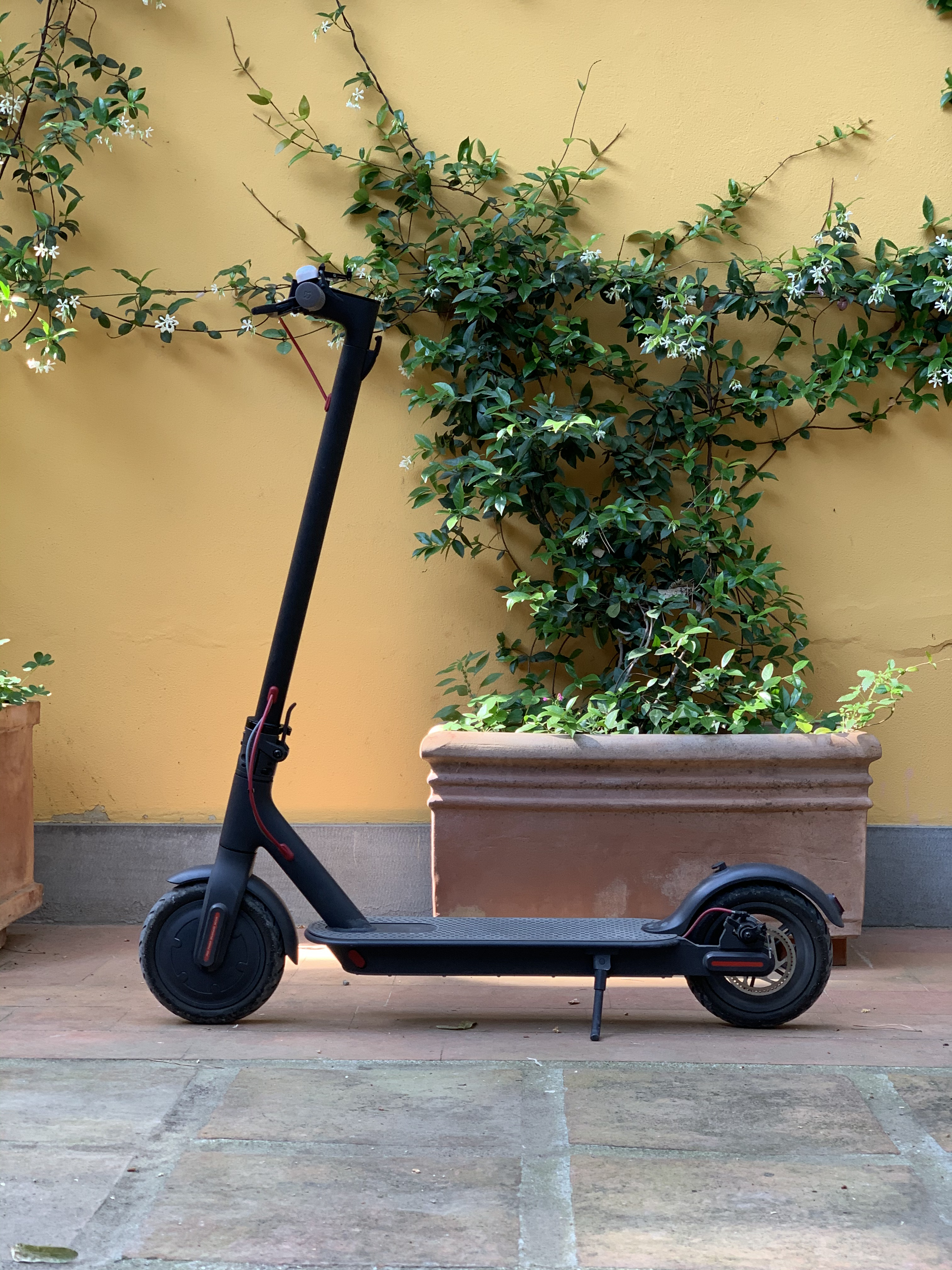
Xiaomi Mi Electric Scooter

Xiaomi Mi Electric Scooter (někdy také označována jako M365) je elektrická koloběžka vyráběná ve spolupráci výrobců Xiaomi a Ninebot. Tento výrobek se velmi zasloužil o popularitu elektrických koloběžek a dodnes je to jedna z nejrozšířenějších elektrických koloběžek. Koloběžka přišla na trh v prosinci roku 2016. Později byla uvedena výkonnější varianta této koloběžky, Xiaomi M365 Pro.
Konkurenční koloběžka k této je například Kugoo S1.

## Parametry koloběžky, technický popis
Koloběžka je vybavena bezkartáčovým elektromotorem o výkonu 250 W zabudovaným v předním kole a lithium-iontovou baterií o napětí 36 V a kapacitě 7,8 Ah (280 Wh). Baterie je složena z třiceti článků 18650 o kapacitě 2,6 Ah v konfiguraci 10S3P a spolu s hlavní řídící jednotkou je umístěna ve stupátku. Ke koloběžce se dodává nabíječ o proudu 1,5 A (70 W), nabíjení z "nuly" tedy trvá asi 5 hodin. Dojezd koloběžky je uváděn až 30 km, avšak v praxi bývá kolem 15 km. Maximální rychlost po rovině činí 25 km/h. Koloběžka ve vybavena nafukovacími dušovými koly o průměru 8,5 palce, ani jedno kolo není odpružené. Zadní kolo je vybaveno kotoučovou brzdou.
Koloběžka je vybavena skládacím mechanismem řídítek, kdy lze řídítka sklopit a koloběžka zabírá méně místa. Lze ji tedy celkem snadno převážet v autě či prostředcích MHD. Hmotnost koloběžky činí asi 12,5 kg.
Koloběžka nemá displej, je vybavena pouze čtyřmi indikátory signalizujícími stav nabití baterie a zvolený mód (standardní či ECO, kde rychlost je omezena na 15 km a dojezd by měl být delší). Zařízení lze ovšem bezdrátově propojit s chytrým telefonem či tabletem a poté lze podrobně sledovat všechny parametry a měnit některá nastavení (úroveň rekuperace, funkce tempomatu). Přímo na koloběžce nelze nastavení měnit, mimo zapnutí/vypnutí koloběžky, rozsvícení/zhasnutí světla a přepínání mezi režimem standardním a ECO). Bez ohledu na nastavené úrovni rekuperace (v angličtině označováno jako "KERS"), koloběžka vždy užívá maximální úrovně rekuperace při stisknuté brzdové páčce, mimo situace, kdy je baterie plně nabita – za této situace koloběžka nerekuperuje nikdy.

## Problémy s koloběžkou
Tato koloběžka hlavně ve svých prvních revizích trpí nepříjemnými konstrukčními vadami, zejména v oblasti skládacího mechanismu (praskající pojistný zobák, polevující se šroub táhla pojistného zobáku) a vodotěsnosti elektrické výzbroje.